# Neo FreeRunner
Il Neo FreeRunner (soprannome interno GTA02) è il secondo telefono progettato dalla Openmoko Inc. per funzionare con il sistema operativo omonimo ed è il diretto discendente del precedente FIC Neo1973. È completamente libero, sia l'hardware sia il software.

## Usi e utenza prevista
Il Neo FreeRunner è stato pensato per facilitare il lavoro degli sviluppatori e per questa ragione sono stati usati componenti hardware con documentazione disponibile pubblicamente, inoltre è stata aggiunta una porta per il debug dell'hardware e alcune linee di segnale sono disponibili in punti predisposti per la saldatura da parte degli utenti che vogliono fare esperimenti. È stato anche aggiunto un sistema per un avvio di emergenza se il sistema principale non funziona più.

## Video
- GTA04A2, su youtube.com.